# Va zi bihan
Va zi bihan ou Ma zi bihan (« Ma petite maison » en français) est une chanson bretonne composée par l'abbé Augustin Conq, prêtre et poète d'expression bretonne.
Elle a été publiée en feuille volante par Théophile Guyomarc'h dans la série Kaniri Breiz-Izel aux éditions Tonton Phile à Morlaix, dans le volume 20 chansons bretonnes harmonisées par Georges Arnoux en 1933, ainsi qu'au sein des recueils de fables et chansons de l'abbé Conq, parus sous son pseudonyme littéraire de Paotr Treoure, :
- page 33 de Barzaz ha Sonioù evit ar vugale (poésies et chansons pour les enfants), une traduction en breton d'une trentaine de fables de La Fontaine ainsi que sept chants traditionnels et six nouvelles fables[6] ;
- page 89 de Barzaz ha Sonioù evit ar vugale hag an dud yaouank (poésies et chansons pour les enfants et les jeunes gens), 1937, Imprimerie de la presse libérale, rue du Château, Brest[7] ;
- page 91 de Mojennoù ha sonioù (fables et chansons)[8], Imprimerie centrale de Bretagne, Rennes[9].